# Neuroestetica computazionale

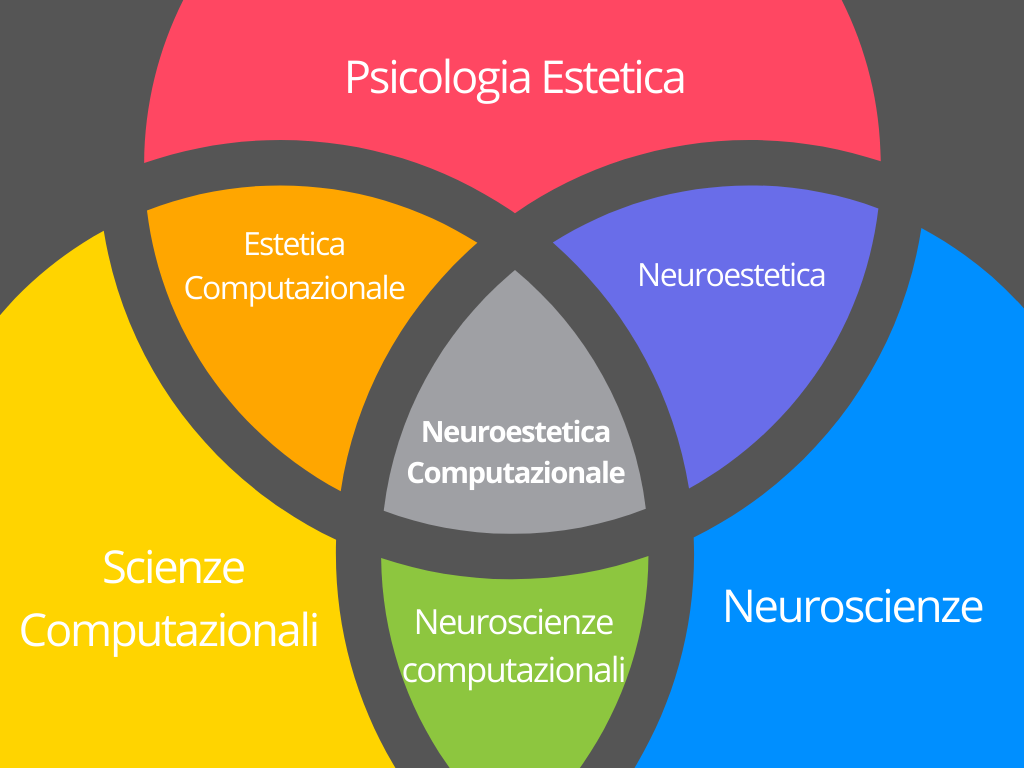
La Neuroestetica Computazionale

La neuroestetica computazionale è la disciplina che integra il neuromarketing, la psicologia e le scienze informatiche. Essa rappresenta l'evoluzione della neuroestetica e dell'estetica computazionale e indaga i processi cerebrali degli esseri umani coinvolti durante l'esperienza estetica.
Nel perseguire questo obiettivo di ricerca utilizza una metodologia che integra i metodi e le tecniche tipici delle neuroscienze con quelli tipici delle scienze computazionali. Gli stimoli visivi osservati dalle persone, come le immagini, vengono elaborati computazionalmente per ottenere analiticamente le caratteristiche estetiche, come la luminosità ed il colore, che vengono relazionate con i processi cerebrali dei soggetti. Così facendo la neuroestetica computazionale supera i limiti dell'estetica computazionale che utilizza esclusivamente strumenti di misurazione classica, come le scale self report, per valutare il gradimento sperimentato dagli individui.

## Ambiti di applicazione
I risultati che emergono dagli studi di neuroestetica computazionale sono applicabili in diversi settori. Il privilegiato risulta l'ambito del marketing e della comunicazione, dal momento che è possibile conoscere quali caratteristiche estetiche devono possedere gli stimoli pubblicitari affinché siano apprezzabili ad un livello profondo ed implicito dai consumatori. Tali risposte di gradimento costituiscono un fattore che influenza positivamente l'orientamento delle persone verso i prodotti e marchi promossi.
Un ulteriore settore di applicazione è rappresentato dal design e dall'user experience design. Infatti, l'estetica dei prodotti e delle interfacce fisiche e virtuali è una componente fondamentale per l'esperienza dell'utente. La neuroestetica computazionale offre conoscenze utili per sviluppare un design che rispetti i parametri estetici in grado di migliorare l'user experience. Prodotti e servizi con una buona UX vengono percepiti come migliori e più facili da utilizzare da parte dei consumatori.
Nell'ambito della salute e della psicologia del benessere le conoscenze di questa disciplina rappresentano uno strumento potenzialmente in grado di costruire esperienze estetiche positive e trasformative capaci di favorire un buon ingaggio dei pazienti.

## Origine
L'estetica è una disciplina che, all'interno del filone psicologico, è stata approfondita nel corso dei decenni da diversi approcci, tra cui quello gestaltico e cognitivista. Già nel 2005 Chatterjee sottolineava la necessità di utilizzare un approccio di ricerca in grado di integrare alla neuroestetica una descrizione analitica delle caratteristiche degli stimoli visivi al fine di ottenere parametri quantificabili.